# Rote Schule (Gehrden)

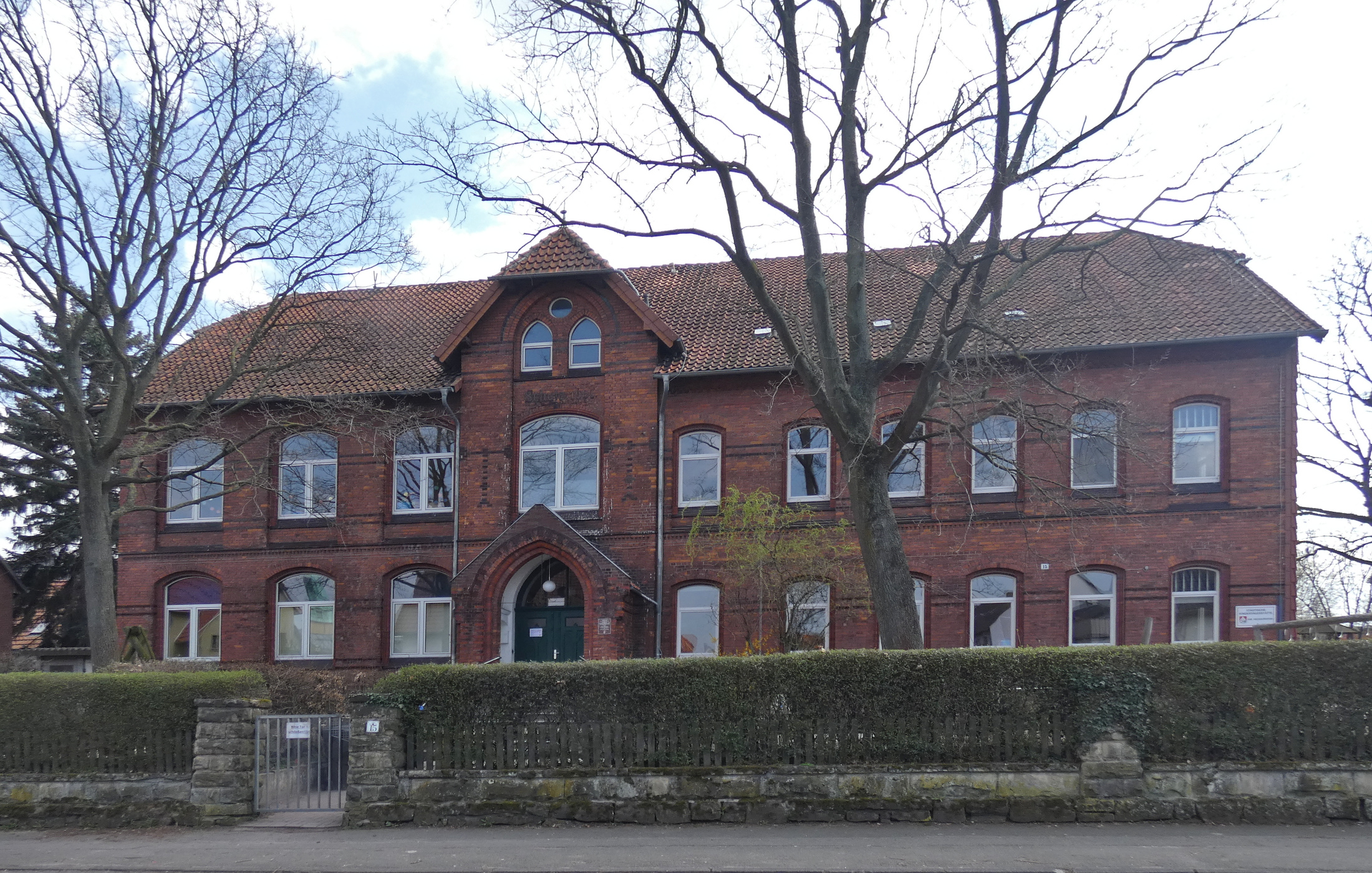
Die Rote Schule in Gehrden

Die sogenannte Rote Schule ist ein denkmalgeschütztes Gebäude im Stadtteil Gehrden der Stadt Gehrden in der Region Hannover in Niedersachsen.
Das ehemalige Schulgebäude mit der Adresse Nedderntor 15 beherbergt inzwischen unter anderem eine Kindertagesstätte.

## Geschichte
Eine Schule in Gehrden wird erstmals im Jahr 1630 erwähnt.
Das Schulhaus brannte während des Dreißigjährigen Krieges bei einem Großbrand mit ab.
Einige Jahre lang wurde bei einem Bauern ein Raum zum Abhalten des Schulunterrichts und ein Schlafraum für den Lehrer angemietet.
Im Jahr 1646 begannen die Arbeiten an einem neuen Schulhaus. Der zwischen Pfarrhaus und Organistenhaus gelegene Bau wurde im Jahr 1652 fertiggestellt.
Vor dem Jahr 1683 brannte auch dieses Gebäude ab. Es wurde zu einem nicht bekannten späteren Zeitpunkt wieder aufgebaut.
Anfang des 19. Jahrhunderts genügte das Schulhaus nicht mehr für die gestiegene Anzahl an Schülern.
Das Gebäude bot nach Einschätzung des Landbaumeisters Conrad Friedrich Wedekind Platz für höchstens 100 Schüler.
Im Jahr 1791 hatte es in Gehrden 130 bis 140 schulpflichtige Kinder gegeben. 1715 waren es über 200. Nach Angabe des Lehrers waren er und der Pastor froh, dass etwa ein Drittel davon regelmäßig fehlte, da ansonsten Schüler hätten weggeschickt werden müssen.
Das Gebäude diente später noch als Armenhaus und wurde dann abgerissen.

### Alte Schule

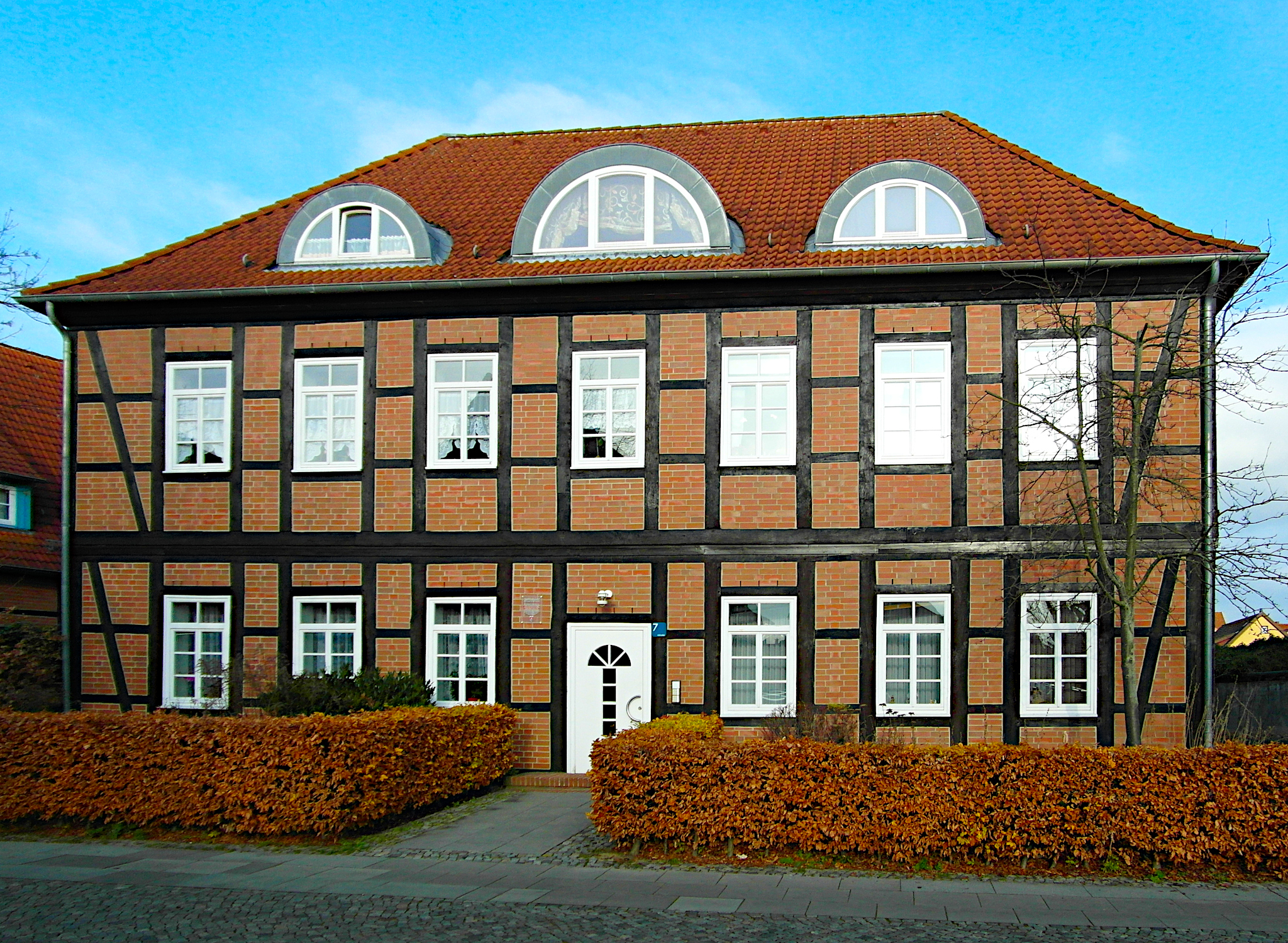
Die translozierte Alte Schule von 1820

1820 wurde an der Pfarrstraße gegenüber dem Pfarrhaus ein zweistöckiges Fachwerkhaus als neues Schulgebäude errichtet.
Da der Unterrichtsraum bald wieder zu klein wurde, wurden in der Sakristei der Margarethenkirche Bänke und Öfen aufgestellt. Dort fand der Unterricht für etwa 50 bis 60 Schüler statt.
Bis 1874 beherbergte das Fachwerkhaus an der heutigen Kirchstraße 3 die Gehrdener Schule. Danach wurde die alte Schule zum Rathaus des Ortes.
In der ehemaligen Schulstube fanden Sitzungen der Ratsausschüsse statt. Für den Bau des 1992 eingeweihten neuen Bürgersaals wurde das Gebäude um etwa 50 m in die Kirchstraße 7 transloziert.

### Weiße Schule
In den Jahren 1872 bis 1874 wurde am Nedderntor großzügiges neues Schulhaus errichtet. Das Gebäude mit vier Klassenzimmern und Nebenräumen wurde wegen seines Anstrichs auch die „Weiße Schule“ genannt.
Ab Herbst 1872 wurde das Gebäude bezogen. Zunächst zog die Mittelklasse um, dies waren die gemeinsam unterrichteten Klassen 3 und 4.
Damals besuchten alle Gehrdener Kinder diese Schule. Sie wurden von insgesamt vier Lehrern unterrichtet.
Die evangelische Kirche hatte die Schulaufsicht. Ab 1878 war Pastor Justus Wilhelm Lyra zugleich auch Ortsschulinspektor.
Im Jahr 1972 wurde die „Weiße Schule“ abgerissen.

### Rote Schule
In den Jahren 1902 bis 1904 wurde unmittelbar neben der „Weißen Schule“ ein zusätzliches Schulgebäude errichtet.
Als Baumaterial dienten rote Ziegel, einer der ersten Gehrdener Industriebetriebe war die seit 1872 entstandene Seemannsche Ziegelei am Gehrdener Berg.
Das neue Gebäude wurde auch die „Rote Schule“ genannt.
Später wurden in der „Roten Schule“ die Jahrgänge 1 bis 4 und in der „Weißen Schule“ die Jahrgänge 5 bis 8 unterrichtet.
Bedingt durch den Bevölkerungszuwachs in den Nachkriegsjahren des Zweiten Weltkriegs bestand erneut Raummangel. 1952/53 wurde an der „Roten Schule“ ein eingeschossiger Anbau errichtet. Er enthielt sechs Klassenzimmer, ein Lehrerzimmer und Sanitäranlagen.
1953 wurde in Gehrden ein weiteres Schulgebäude in der Straße Am Castrum gebaut. Es beherbergt eine Grundschule mit 18 Klassen und etwa 400 Schülern. Eine weitere Grundschule gibt es im 1990 erschlossenen Neubaugebiet Langes Feld.
Für ältere Schülerjahrgänge gibt es die Oberschule Gehrden und das Matthias-Claudius-Gymnasium Gehrden.
Bis 2016 beherbergte die „Rote Schule“ eine städtische Kindertagesstätte und die Gehrdener Geschäftsstelle der Volkshochschule Calenberger Land.
Um kurzfristig Platz für eine weiter KiTa-Gruppe mit 30 Krippenplätzen zu machen, musste dann die Volkshochschule in andere Räume an der Hornstraße umziehen.

## Beschreibung
Das Schulgebäude wurde ab dem Herbst 1901 durch den Gehrdener Maurermeister Krull schlüsselfertig erstellt. Krull hatte auch die vom Schulvorstand genehmigten Baupläne gezeichnet.
Die Kosten des Gebäudes ohne Grundstück oder Mobiliar waren mit 40.000 Mark veranschlagt worden.
Das parallel zur Straße errichtete zweistöckige Gebäude hatte eine Länge von 27,64 m und eine Tiefe von 13,40 m.
Auf einem Bruchsteinfundament aus Deistersandstein wurden die Gebäudewände aus Ziegelsteinen errichtet. Die äußeren Gebäudeflächen wurden mit schwarz glasierten roten Ziegeln verblendet.
Der außermittig angeordnete Eingangsbereich wurde durch ein Portal und einen einachsigen Erkervorbau betont.
Das Dach mit Halbwalmen an beiden Giebelseiten war mit roten Dachpfannen gedeckt.
Im Gebäude gab es in Erdgeschoss und Obergeschoss je zwei Klassenzimmer für die Gehrdener Volksschule.
Von dem hinter dem Eingangsportal liegenden Flur führte eine als Eisenkonstruktion mit Holzbeschlag beschriebene Treppe in das Obergeschoss.
Als Heizung waren eiserne Öfen vorgesehen. Aus Sparsamkeit war das Gebäude nur zum Teil unterkellert.
Vor und hinter dem Gebäude lagen zwei Schulhöfe. Aborte und Pissoirs waren in einem separaten Gebäude auf dem Schulhof untergebracht.
Im Erdgeschoss waren außerdem zwei Räume für die Privatschule, ein Konferenzzimmer und eine Zweizimmerwohnung für einen Lehrer vorgesehen. Im Obergeschoss lag eine für eine Lehrerfamilie vorgesehene Fünfzimmerwohnung samt Nebenräumen.
Im Dachgeschoss gab es einen großen Trockenboden und eine Speisekammer zur Aufbewahrung von Vorräten.
Zu den Lehrerwohnungen führte eine separate Holztreppe.
Im September 1902 erschien eine Beschreibung des Gehrdener Schulgebäudes in der Baugewerks-Zeitung.